# Lessing-Preis des Freistaates Sachsen
Der Lessing-Preis des Freistaates Sachsen wurde 1993 von der Regierung des Freistaates Sachsen gestiftet und wird alle zwei Jahre verliehen. Er besteht aus einem Hauptpreis, der herausragende Leistungen im Geiste Lessings, vornehmlich auf dem Gebiet der Literatur, der Literaturkritik und des Theaters (Satzung) würdigen soll; er ist mit 20.000 Euro dotiert. Zusätzlich wurden bis 2019 zwei Förderpreise zum Lessing-Preis verliehen, die vielversprechende Anfänge auf diesen Gebieten öffentlich anerkennen und fördern wollten; diese waren mit jeweils 5500 Euro dotiert. Seit 2021 werden bis zu drei, mit insgesamt 15.000 Euro dotierte, Förderpreise vergeben.
Die Verleihung durch den Ministerpräsidenten findet in der Regel am 21. Januar, dem Vorabend von Lessings Geburtstag (22. Januar 1729), im Rahmen der vom Lessing-Museum organisierte Lessing-Tage in seiner Geburtsstadt Kamenz statt.
Die Auszeichnung knüpft an die Tradition des Lessing-Preises der DDR an, der von 1955 bis 1989 vom Kulturministerium der DDR vergeben wurde.

## Preisträger
- 2025: Clemens Meyer; Förderpreise: Georg Genoux und Tina Pruschmann[2]
- 2023: Andreas Reimann; Förderpreise: Heike Geißler und Sarah Lesch
- 2021: Wilfried Schulz; Förderpreise: Annamateur, Jackie Thomae und Jasna Zajček
- 2019: Marcel Beyer; Förderpreise: Anja Kampmann und Bettina Wilpert
- 2017: Kurt Drawert; Förderpreise: Thomas Freyer und Anna Kaleri
- 2015: Carolin Emcke; Förderpreise: Julius Fischer und Wolfram Höll[3]
- 2013: Volker Lösch; Förderpreise: Franziska Gerstenberg und Judith Schalansky
- 2011: Monika Maron; Förderpreise: Renatus Deckert und Andreas Heidtmann
- 2009: Kito Lorenc; Förderpreise: Ulrike Almut Sandig und Dirk Laucke
- 2007: Ruth Klüger; Förderpreise: Volker Sielaff und Clemens Meyer
- 2005: Armin Petras; Förderpreise: Martina Hefter und Jörg Bernig
- 2003: Hans Joachim Schädlich; Förderpreise: Anke Stelling zusammen mit Robby Dannenberg und Christian Lehnert
- 2001: Adolf Dresen; Förderpreise: Barbara Köhler und Oliver Bukowski
- 1999: Eduard Goldstücker; Förderpreise: Marion Titze und Marcel Beyer
- 1997: Wolfgang Hilbig; Förderpreise: Kerstin Hensel und Ulrich Zieger
- 1995: Rolf Hoppe; Förderpreis: Angela Krauß
- 1993: Hans Sahl; Förderpreis: Lutz Graf

Verwandte Preise: Lessing-Preis der Freien und Hansestadt Hamburg, Lessing-Preis der DDR, Lessing-Preis für Kritik, Lessing-Ring zum Kulturpreis der deutschen Freimaurer

## Belege
1. ↑  2021 drei statt zwei Förderpreise zum Lessing-Preis, zeit.de, 13. April 2021, abgerufen am 29. August 2021
2. ↑  Lessing-Preise für u. a. Clemens Meyer und Georg Genoux. In: nachtkritik.de. 25. September 2024, abgerufen am 1. Oktober 2024.
3. ↑  Lessing-Preis 2015 geht an Reporterin Carolin Emcke, Kurznachrichten des Deutschlandradio Kultur vom 24. August 2015; Abgerufen am 24. August 2015.